# I Missed Again
I Missed Again è un singolo del cantante britannico Phil Collins, pubblicato nel 1981 ed estratto dal suo primo album da solista Face Value.

## Il brano
Come molte delle canzoni presenti in Face Value, I Missed Again è un brano incentrato sulla rabbia e la frustrazione di Collins riguardo al tradimento della moglie che ha portato alla fine del suo primo matrimonio. La demo originale si intitolava I Miss You, Babe e presentava un testo molto più triste. Il cantante ha successivamente riscritto il testo, dato al brano un tempo diverso, e lo ha rinominato I Missed Again nel tentativo di renderlo spensierato invece che triste. La versione demo è stata inserita come lato B nel singolo If Leaving Me Is Easy.

## Tracce
- 7"

1. I Missed Again
2. I'm Not Moving

## Formazione
- Phil Collins – piano, voce, batteria, sintetizzatore
- John Giblin – basso
- Daryl Stuermer – chitarra
- The Phenix Horns:
  - Don Myrick – sax tenore
  - Louis Satterfield – trombone
  - Rahmlee Michael Davis – tromba
  - Michael Harris – tromba
- Ronnie Scott – sax tenore solista
- L. Shankar – violino

## Classifiche
| Classifica (1981) | Posizione massima |
| ----------------- | ----------------- |
| Regno Unito       | 14                |
| Stati Uniti       | 19                |